# Schlumbergera truncata
Espèce
Statut de conservation UICN

 VU B1ab(iii,v) : Vulnérable
Statut CITES
Schlumbergera truncata est une espèce de plantes à fleurs de la famille des Cactaceae. 
C'est une plante succulente endémique de la région de Rio de Janeiro au Brésil. Elle est souvent appelée « Cactus de Noël », nom qui s'applique aussi à d'autres espèces du genre Schlumbergera et aux hybrides et cultivars issus de ces espèces.

## Description

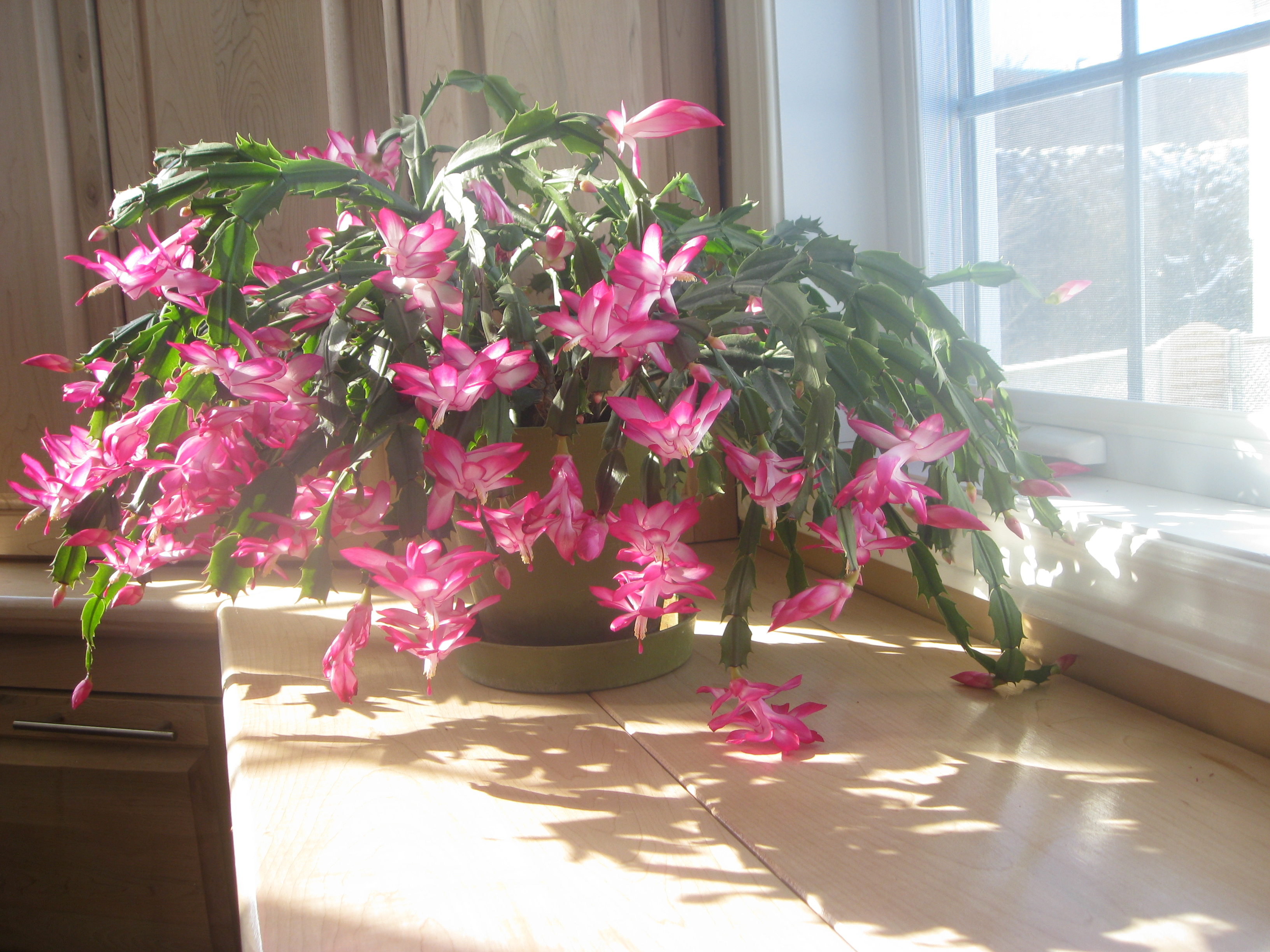
Hybride ou cultivar de Schlumbergera truncata en floraison.

Les tiges de Schlumbergera truncata sont composées de segments (cladodes) aplatis et ornés de deux ou trois « dents » sur les côtés et aux extrémités. Les cladodes paraissent tronquées à l'extrémité supérieure. Chacune mesure de 4 et 6 cm de long et de 1,5 à 3,5 cm de large.
Chaque cladode se termine par une aréole située entre deux dents à partir de laquelle poussent les nouveaux cladodes et les fleurs.
Les fleurs sont zygomorphes, très allongées et mesurent de 6,5 à 8 cm de long et de 4 à 6 cm de large. Les fleurs des plantes sauvages sont roses, mais les hybrides et cultivars peuvent avoir des fleurs rouges, orange, jaunes, blanches ou bicolores.
La plante fleurit en mai dans son habitat d'origine situé dans l'hémisphère sud et d'octobre à novembre dans l'hémisphère nord. C'est le raccourcissement des jours qui provoque la floraison. Les fleurs sont autostériles, autrement dit, elles doivent être fécondées par le pollen d'un autre cactus pour produire des graines. 

Les fruits mûrs sont rouges ou roses, en forme de poire et mesurent de 1,2 à 2,3 cm de long. Les graines sont noires et brillantes.

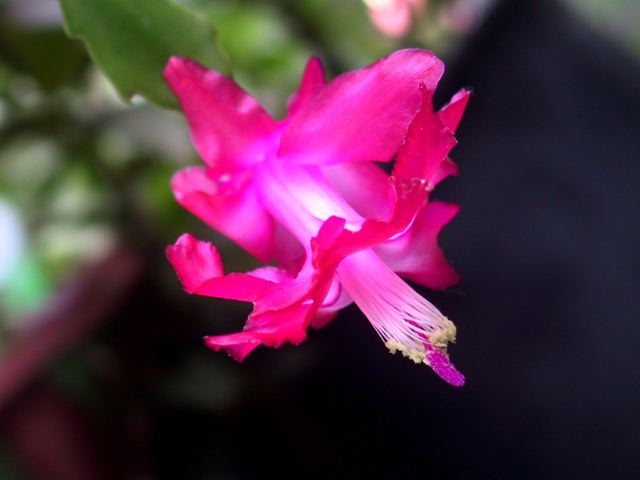
Fleur de Schlumbergera truncata.
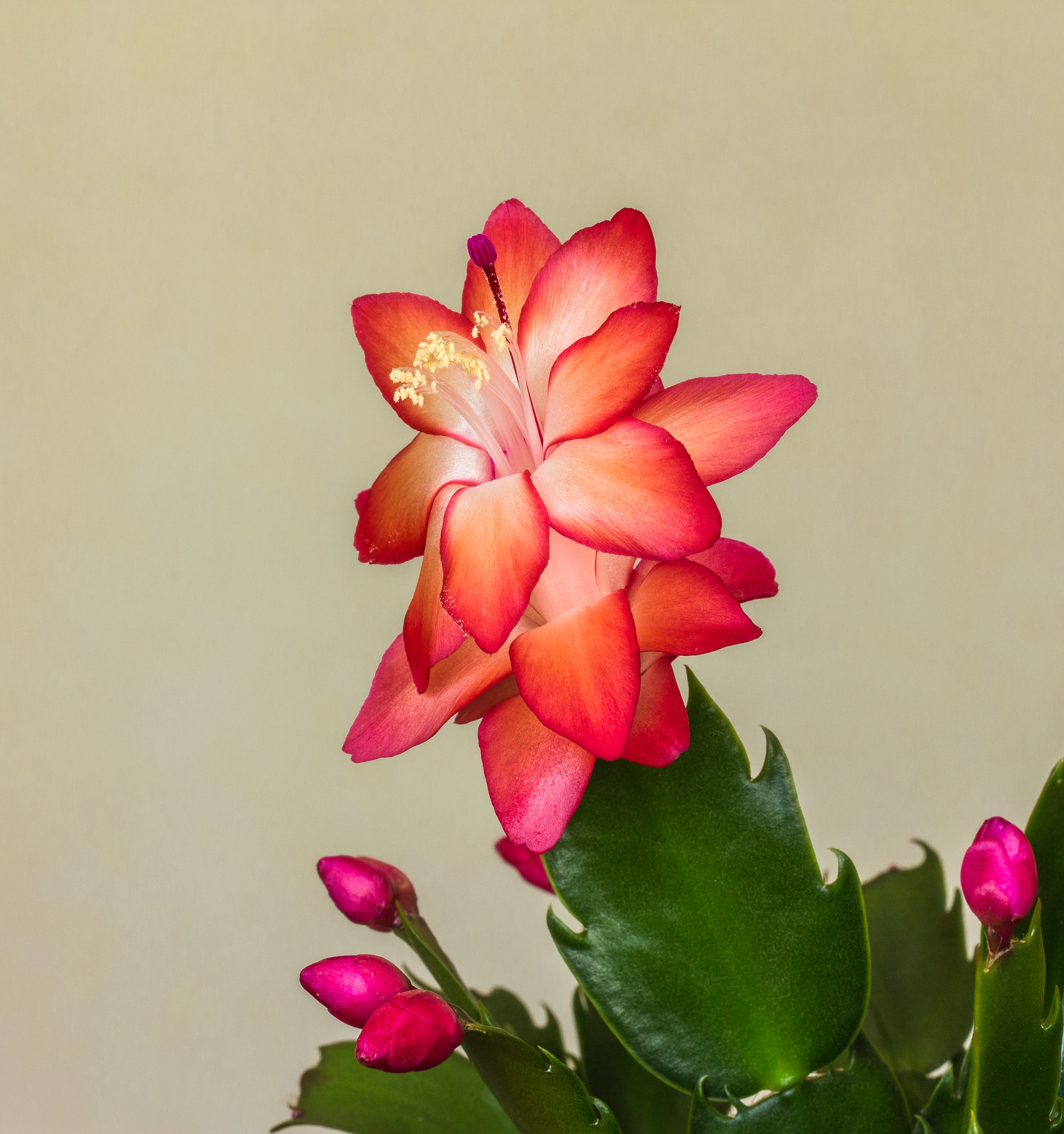
Fleur de Schlumbergera truncata.
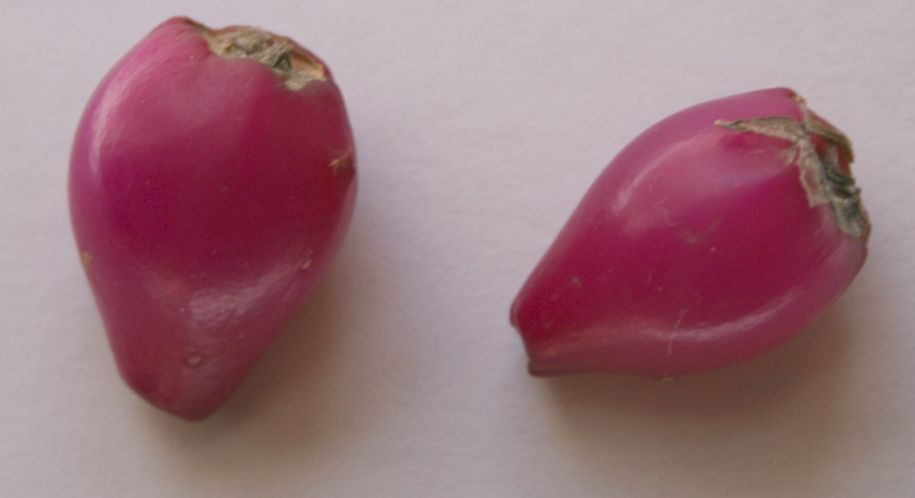
Fruits mûrs.
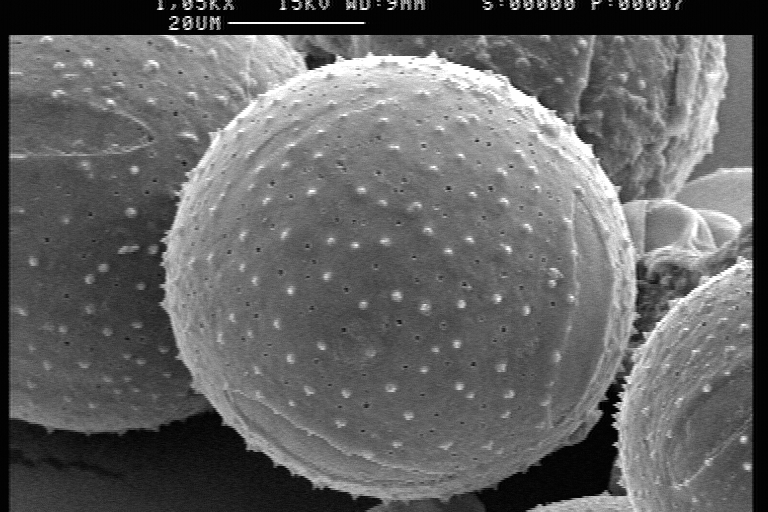
Pollen.
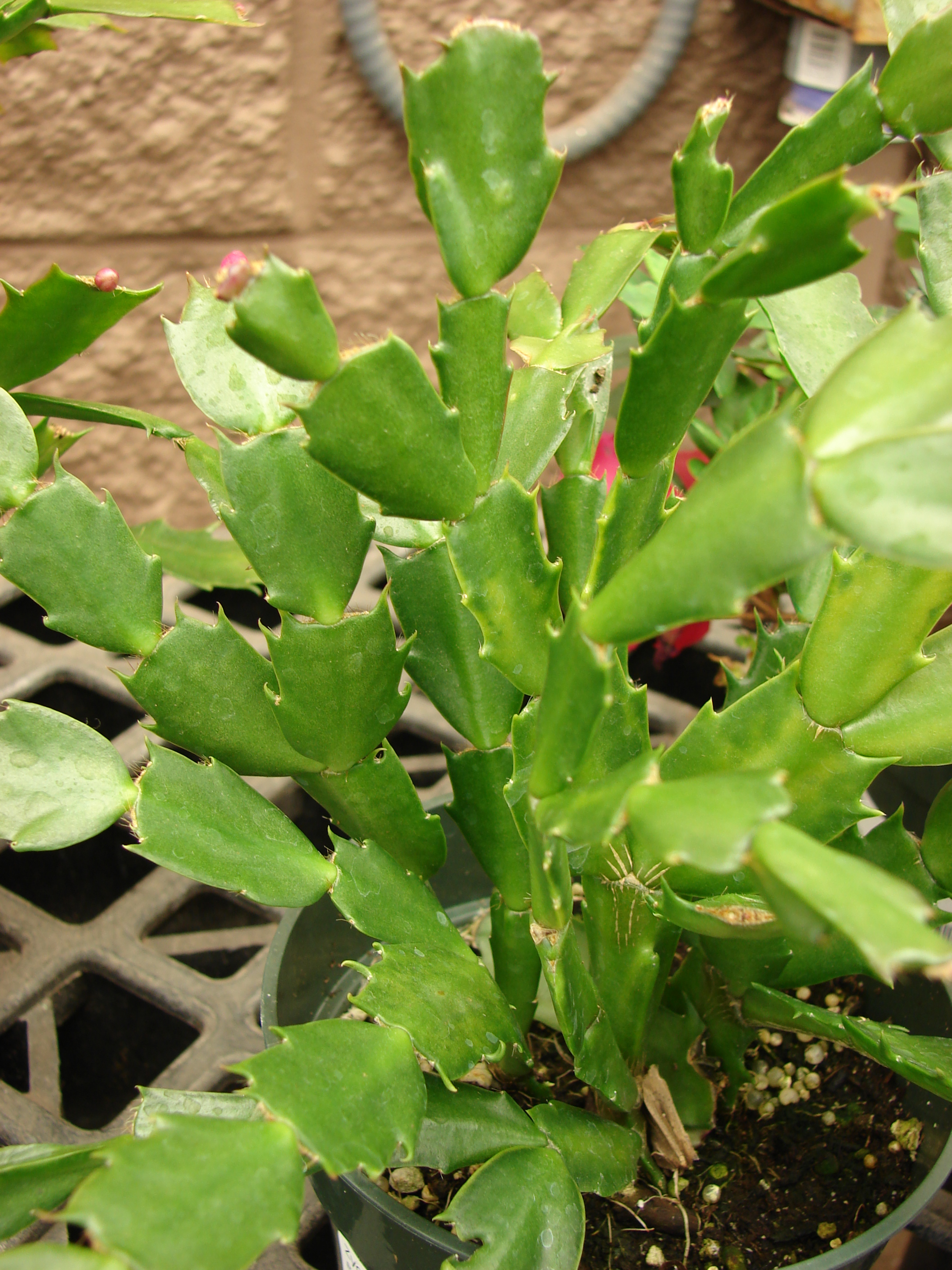
Cladodes.

## Taxinomie
Truncata signifie « tronqué » en latin et fait référence à la forme des feuilles. L'espèce a été décrite pour la première fois par Haworth en 1819 sous le nom d'Epiphyllum truncatum à partir de spécimens vivants des Jardins botaniques royaux de Kew. L'espèce a été transférée dans le genre Zygocactus par Schumann en 1890, puis dans le genre Schlumbergera par Moran en 1953.

## Habitat et répartition
À l'état sauvage Schlumbergera truncata est endémique de la région de Rio de Janeiro au Brésil, qui fait partie de la forêt atlantique. Seulement 10 stations sont connues. L'espèce est épiphyte et lithophyte et pousse sur les inselbergs de gneiss et de granite. L'espèce est en revanche cultivée dans le monde entier comme plante ornementale.

## Schlumbergera truncataet l'Homme

### Menace
L'espèce n'est présente à l'état sauvage que dans 10 stations qui toutes se trouvent à proximité d'une zone urbaine. L'espèce est également menacée par les prélèvements abusifs par les habitants et les touristes, et le nombre d'individus adultes sauvages est en diminution.

### Culture
Schlumbergera truncata est cultivée dans le monde entier comme plante ornementale et il en existe de nombreuses variétés. Elle est souvent croisée avec d'autres plantes du genre Schlumbergera. Ainsi l'hybride Schlumbergera × buckleyi est issu du croisement entre Schlumbergera truncata et Schlumbergera russelliana  et a été obtenu et décrit par Buckley en 1852. Cet hybride possède des cladodes de forme arrondie, similaires à celles de Schlumbergera russelliana. D'autres hybrides constituent le groupe « truncata » et possèdent le même type de feuilles dentées que Schlumbergera truncata.